# Amphineurus fuscifusus
Amphineurus fuscifusus är en tvåvingeart som beskrevs av Alexander 1929. Amphineurus fuscifusus ingår i släktet Amphineurus och familjen småharkrankar. Inga underarter finns listade i Catalogue of Life.